# Cárcel de San Vicente

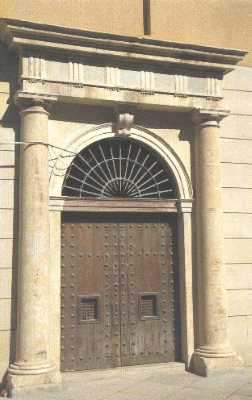
Portada de la cárcel de San Vicente.

La cárcel de San Vicente en la ciudad de Valencia (España) es un recinto rectangular dividido en dos tramos por un arco rebajado. El primer tramo se cubre de bóveda rebajada con dos lunetos y el segundo de un cielo raso. 
En el muro testero hay una mesa de altar y a la derecha una columna de piedra con capitel de estilo románico. 
En 1851, según Cruilles, se reedificó la fachada y se restableció para el culto la capilla, siendo de nuevo bendecida en 1852. 
Este local fue alquilado en 1685, dándose en él pública veneración de la columna en que según la tradición fue azotado San Vicente Mártir. Al año siguiente, en 1686, la ciudad adquirió este oratorio a Doña Ana de Boil y de Mercader. En 1744 se convirtió en oratorio o capilla, tal como se conserva. El 22 de enero de 1777 se descubrió el pozo.
Respecto a la columna que dio origen a este santuario, opina Sánchez Sisear que no existe ningún fundamento histórico que asegure que sobre ella fuera azotado San Vicente.

## Referencias

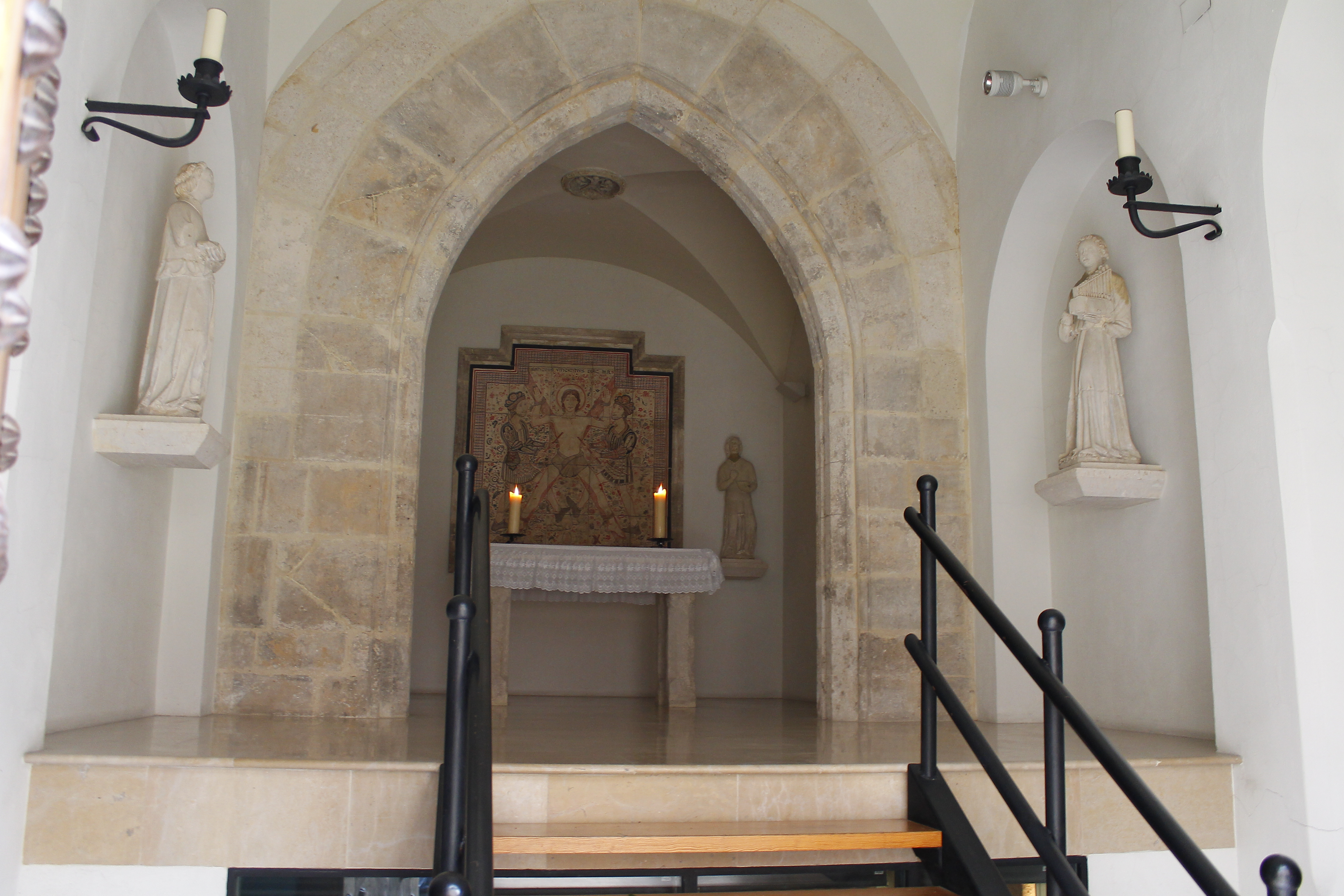
Capilla construida sobre la cárcel de San Vicente Mártir